# Drybrook
Drybrook is een civil parish in het bestuurlijke gebied Forest of Dean, in het Engelse graafschap Gloucestershire met 3052 inwoners.